# Robert Todd Lincoln
Robert Todd Lincoln (1. srpna 1843 – 26. července 1926) byl americký právník, podnikatel a politik. Byl nejstarším dítětem prezidenta Abrahama Lincolna a Mary Toddové Lincolnové a jako jediný z jejich čtyř dětí se dožil dospělosti. Robert Lincoln se stal obchodním právníkem a prezidentem společnosti Pullman Palace Car Company a působil i jako americký ministr obrany a velvyslanec USA ve Velké Británii.

## Život
Lincoln se narodil ve Springfieldu ve státě Illinois a vystudoval Harvard College, poté sloužil v štábu Ulyssese S. Granta jako kapitán v armádě Unie v závěrečných dnech americké občanské války. Po válce se oženil s Mary Eunice Harlanovou a měli spolu tři děti. Po dokončení právnické školy v Chicagu vybudoval úspěšnou advokátní praxi a zbohatl zastupováním firemních klientů.
Aktivně působil v republikánské politice a byl hmatatelným symbolem dědictví svého otce. O Lincolnovi se často hovořilo jako o možném kandidátovi na volené úřady včetně prezidentského, ale on nikdy nezahájil žádnou kampaň. Jedinou funkcí, do které byl zvolen, byl předseda městské rady (town supervisor) Jižního Chicaga, kterým byl od roku 1876 do roku 1877; obec se později stala součástí Chicaga. Lincoln sloužil jako ministr obrany Spojených států ve vládě Jamese A. Garfielda a poté i ve vládě Chestera A. Arthura, a sloužil jako velvyslanec Spojených států ve Spojeném království ve vládě Benjamina Harrisona.
Lincoln se stal hlavním právníkem společnosti Pullman Palace Car Company a když v roce 1897 zemřel její zakladatel George Pullman, Lincoln se stal generálním ředitelem společnosti. Poté, co z této pozice v roce 1911 odešel, sloužil jako předseda představenstva až do roku 1922.
V pozdějších letech Lincoln sídlil v domech ve Washingtonu, DC a v Manchesteru ve Vermontu; manchesterský dům jménem Hildene byl v roce 1977 zanesen do Národního registru historických míst. V roce 1922 se Robert Lincoln zúčastnil obřadu odhalení Lincolnova památníku ve Washingtonu. Lincoln zemřel v Hildene 26. července 1926, šest dní před svými 83. narozeninami, a byl pohřben na Arlingtonském národním hřbitově.